# 山本浩輝
山本 浩輝（やまもと ひろき、1992年11月17日 - ）は、ジャパンラグビーリーグワン東芝ブレイブルーパス東京に所属するラグビー選手。

## プロフィール
- 大阪府出身。
- ポジションはフランカー (FL)。
- 身長: 187 cm、体重: 95 kg
- ニックネームはひろき、やまもと。
- 日本代表キャップは6。（2022年6月現在）
- 7人制日本代表に選ばれたことがある[1]。

## 略歴
15歳からラグビーを始めた。
2011年、石見智翠館高校卒業後、筑波大学に入る。なお石見智翠館高校時代には高校日本代表に選ばれた。
2015年筑波大学卒業後、東芝ブレイブルーパス (現・東芝ブレイブルーパス東京)に加入。同年12月5日に行われたジャパンラグビートップリーグ第4節のリコーブラックラムズ戦に先発出場で公式戦初出場を果たす。
2016年4月30日に行われた2016年アジアラグビーチャンピオンシップ第1戦韓国戦で先発出場で日本代表初キャップを獲得した。